# Ernesto Gottlieb de Anhalt-Plötzkau
Ernesto Gottlieb de Anhalt-Plötzkau (4 de septiembre de 1620-7 de marzo de 1654) fue un príncipe alemán de la Casa de Ascania y gobernante del principado de Anhalt-Plötzkau.
Era el mayor de los hijos varones del Príncipe Augusto de Anhalt-Plötzkau, con su esposa Sibila, hija del Conde Juan Jorge de Solms-Laubach.

## Biografía
Gottlieb nació y murió en Plötzkau. En 1653, después de la muerte de su padre, Ernesto Gottlieb heredó Plötzkau conjuntamente con sus hermanos menores Lebrecht y Emmanuel; pero por causa que estgos sucedieron a su padre en la regencia sobre Anhalt-Köthen en nombre de su primo Guillermo Luis, Ernesto Gottlieb tomó completo control sobre el gobierno de su principado.
Su reinado duró solo siete meses hasta su muerte. Debido a que nunca contrajo matrimonio ni tenía hijos, fue sucedido por sus hermanos y cogobernantes